# حرارة بعد الوفاة
حرارةُ بعدَ الوفاةِ (بالإنجليزية: Postmortem caloricity)‏: هي عبارة عن ظاهرةٍ حيث أنّ حرارة جسم الجثة ترتفع أو تبقى مرتفعة بشكلٍ عاديٍ لمدة قد تصل إلى ساعتين بعد الوفاة بدلاً من أنْ تنخفض.

## السبب
حرارة بعد الوفاة تُلاحظ غالباً في الوفيّاتِ التي تَحدُث بِسببِ الاخْتنِاقِ، والتّسمّم (مِثل: التّسمّم بِالدّاتورا، والتّسمّم الكحولِيّ، والتّسمّم بالسّتركْنين)، وتَعفّنِ الدّم، وتَجرثُمِ الدّم، والأمراضِ المعديةِ (الحمّى الصّفراء، وداءُ الكَلَبْ، وحمّى الرّوماتزم، والكولِيرا، والكُزاز، والجَدَري)، والتهاب السّحايا، والتهاب البريتون، والتهاب الكِلى، والنّزيف في جِذع الدّماغ (خاصة النّزْفُ الجِسريّ)، والإصابات داخلَ الجمجمة، وخُراجُ الكَبِد، وضرْبةُ الشّمس… إلَخ.
طِبقاً لِروبِرت ماير صاحبِ الكتابِ المُؤثّر «التّحنيط: تاريخ، ونظرية، وممارسة» أنّ حرارة بعد الوفاة هي ارتفاعُ درجةِ الحرارةِ بعدَ الوفاةِ بِسببِ استمرارِ الأكسدةِ الخلويةِ. على طلاب علم الجُثثْ أنْ يتذكروا أنّ هنالك مَرحَلتين لِلموتِ، الموتُ الجِسمِيّ والموتُ الخَلَويّ. المَوتُ الجِسمِيّ هُو تَوقُّف رَكائِزِ الحياةِ الثلاث، أَيْ تَوقُفْ الدّورة الدّمويّة، والتّنفُس، والنّشاطِ الدّماغيّ. الموتُ الخَلويّ يَأتي بَعد الموتِ الجِسمِيّ بفترةٍ طويلةٍ، مع الظّهور الطّبيعيّ للتّخشب الموتيّ (تَصلُب العضلاتِ بِسبب نَقصِ الأُوكسجين وزِيادةِ الأحماضِ اللّبنيةِ) بعدَ الموتِ الجِسميّ. يَجبُ على المرءِ أيضاً أنْ يتذكر أنّ التّغيراتِ بعدَ الوفاةِ تُعزى إلى نَشاطِ الإنزيماتِ وليس فقط لِمجرد نَشاطِ البكتيريا. على هذا النّحوِ، فَإنّ حرارة بعد الوفاةِ هي ظاهرةٌ خلويةٌ بعدَ الوفاةِ مُرتبطةٌ بِالأكسدةِ الخلويةِ. حرارةُ بعدَ الوفاةِ هي تفاعلٌ كيميائيٌّ بَحْتٌ وَليسَ لها علاقةٌ بِالنشاطِ الجُرثوميّ، على غِرارِ التّخشّب الموتيّ، وبُرودةِ الموتِ (برودةُ الجسمِ بعدُ الوفاةِ)، وازْرِقاقُ الجثّة (تُعرف أيضاً على أنّها استقرارُ الدمِ في الجزءِ السّفليّ أو المتدلي مِنَ الجسمِ بِسببِ الجاذبيةِ). تُعتَبرُ حرارةُ بعدَ الوفاةِ ظاهرةً نادرةً إلى حدٍ ما، وفي حينِ أنّ البياناتِ الإحصائية غيرُ متوفرةٍ في الأدبيّات، فإنّ أيّ محنِّطٍ خبيرٍ، أو الطّبيبُ الشّرعيّ، أو الفاحِصُ الطّبيّ سوف يؤكّد أنّها حالةٌ شاذةٌ فيما يتعلقُ بِالموتِ الخلويّ.

## الآلية
مصدرُ الحرارةِ بعدَ الوفاةِ هو النّشاطاتُ الكيميائيةُ الحيويةُ والجرثوميةُ في الجسمِ. يَعتَمدُ سببُ حرارةِ بعدَ الوفاةِ على سببِ الوفاةِ:
- تحلّلُ الغليكوجين بعدَ الوفاةِ: هو عبارةٌ عن ظاهرةٍ تبدأ بعد الموتِ بِوقتٍ قصيرٍ لوحِظَت في جميعِ الجُثثِ تَقريباً. في الشخصِ البالغِ يمكنُ لِتحلّلِ الغليكوجين بعدَ الوفاةِ أنْ يُنتِج ما يَصلُ إلى 140 سعرةٍ حراريةٍ والتي تَكونُ قادرةً على رفعِ درجةِ حرارةِ الجسمِ إلى ما يَصِلُ إلى دَرجتينِ مِئويّتينِ.
- في حالات تَجرثُمِ الدّم، وتَعفُّنِ الدّم، والأمراضِ المعديةِ: قد يكونُ سببُ إنتاجِ الحرارةِ يُعزى إلى النّشاطِ الجرثوميّ بعدَ الوفاةِ.
- في حالات ضَرْباتِ الشّمسِ، والنّزيفِ الجسريّ: يكونُ السببُ هو تَعطّلُ التّنظيمِ الحراريّ قبلَ الوفاةِ.
- في حالات الكُزاز، والتّسمّم بِالستركنين: تَنتُج الحرارةُ عَن طريقِ الانقباضاتِ العضليّةِ.

قَدْ تَمتَصُّ الجثّة أيضاً الحرارةَ منَ البيئةِ المحيطةِ عِندما تَكونُ درجةُ حرارةِ البيئةِ أعلى مِنْ درجةِ حرارةِ الجسمِ.